# Souhvězdí Raka
Rak je souhvězdí na severní obloze, patří mezi třináct souhvězdí zvěrokruhu. Jedná se o malé a nepříliš jasné souhvězdí, mnozí v jeho tvaru raka vůbec nedokážou rozpoznat. Leží východně od souhvězdí Blíženců, západně od Lva, jižně od Rysa a na sever od Malého psa a Hydry.

## Významné hvězdy
| Hvězda | Jméno   | Hvězdná velikost |
| ------ | ------- | ---------------- |
| α Cnc  | Acubens | 4,26m            |
| β Cnc  | Tarf    | 3,52m            |

### Objekty v Messierově katalogu
- M 44 – otevřená hvězdokupa
- M 67 – otevřená hvězdokupa